# Карта сайта
Карта сайта представляет собой список страниц сайта для поисковых систем или пользователей и аналогична разделу Содержание обычной книги.
Используется как элемент навигации, показывает взаимосвязь между страницами сайта.
Это полный перечень разделов и/или всех страниц в иерархическом порядке.
В XML-формате используется для поисковых систем, а в HTML — для пользователей, чтобы помочь найти нужную информацию, которая есть на сайте.
Для похожих целей предназначен индекс сайта (алфавитный перечень страниц).

## Типы карт сайта

### Карта сайта Google
Файлы Sitemap могут быть адресованы пользователям или программному обеспечению. Многие сайты имеют карты сайта, видимые пользователям, которые представляют собой систематизированное, обычно иерархическое представление сайта. Они предназначены для того, чтобы помочь посетителям найти определенные страницы, а также могут использоваться поисковыми роботами. Карты сайтов, организованные в алфавитном порядке, иногда называемые индексами сайтов, представляют собой другой подход.

Для использования поисковыми системами и другими поисковыми роботами существует структурированный формат XML Sitemap, в котором перечислены страницы сайта, их относительная важность и частота их обновления. Это указывается в файле robots.txt и обычно называется sitemap.xml. Структурированный формат особенно важен для веб-сайтов, содержащих страницы, которые недоступны по ссылкам с других страниц, а доступны только через инструменты поиска сайта или путем динамического построения URL-адресов в JavaScript или Adobe Flash.

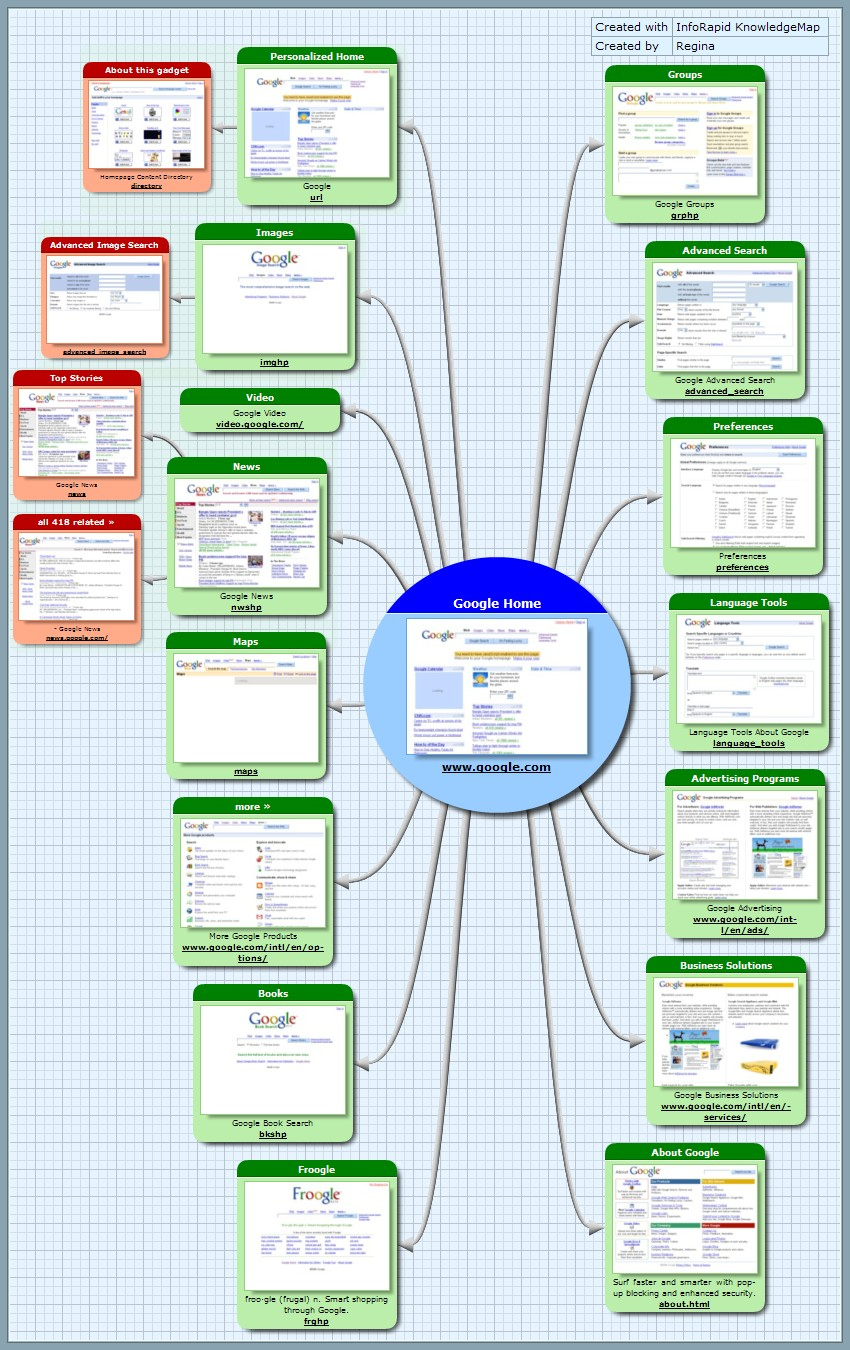
Карта сайта Google